# Alekseï Sarana
Alekseï Vassilievitch Sarana est un joueur d'échecs russe jouant désormais pour la Serbie né  le 26 janvier 2000 à Moscou, champion d'Europe en 2023.
Au 1er avril 2025, il est le premier joueur serbe et le 48e joueur mondial avec un classement Elo de 2 672 points.

## Biographie et carrière

### Tournois individuels
Grand maître international depuis 2017, Sarana finit deuxième du championnat de Moscou en 2017, puis premier, ex æquo du Mémorial Tchigorine 2017 (victoire de Kirill Alekseïenko au départage) et premier ex æquo avec Sergueï Volkov, du mémorial Vladimir Dvorkovitch en janvier 2018.
En juillet 2018, Sarana remporte la ligue supérieure du championnat de Russie (au départage devant Grigori Oparine) à Iaroslavl et se qualifie pour la super-finale du championnat de Russie d'échecs.
Sarana se qualifie pour la Coupe du monde d'échecs 2019 en terminant dixième ex æquo et 22e au départage du Championnat d'Europe d'échecs individuel 2018 à Batoumi.
Lors de la Coupe du monde d'échecs 2021, il bat le Nigerian Olanrewaju Ajibola au premier tour, puis il perd au deuxième tour face au biélorusse Vladislav Kavaliow.
En 2023, il remporte le championnat d'Europe d'échecs individuel.
La même année, Sarana quitte la fédération russe pour la fédération serbe.
| Année | Lieu            | Résultat           | Ultime adversaire  | Adversaires battus                        |
| ----- | --------------- | ------------------ | ------------------ | ----------------------------------------- |
| 2019  | Khanty-Mansiïsk | premier tour       | Aleksandr Predke   |                                           |
| 2021  | Sotchi          | deuxième tour      | Vladislav Kavaliow | Olanrewaju Ajibola                        |
| 2023  | Bakou           | huitième de finale | Leinier Domínguez  | Huang Renjie Kirill Chevtchenko Wesley So |

### Compétitions par équipe
Sarana a participé à trois olympiades (championnats du monde par équipe) des moins de seize ans (en 2014, 2015, 2016), remportant trois médailles individuelles (dont l'or en 2014) et trois médailles par équipe avec la Russie.
Il joue l'Olympiade d'échecs de 2024 avec l'équipe de Serbie qui termine à la cinquième place. Sarana termine invaincu avec un score de 7/10.